# Kai Vogeley
Kai Thorsten Vogeley (* 1963) ist ein deutscher Psychiater, Psychotherapeut, Neurologe, Philosoph und Hochschullehrer.

## Werdegang
Kai Vogeley studierte Medizin (Approbation 1990) und Philosophie (Magister artium 1989) in Düsseldorf, London und Baltimore. Er promovierte 1992 über Pathologie und Immunhistochemie experimenteller und menschlicher Neurinome in Medizin und 1993 über Repräsentation und Identität: Zur Konvergenz von Hirnforschung und Gehirn-Geist-Philosophie in Philosophie jeweils an der Universität Düsseldorf. Von 1990 bis 1993 war er Arzt im Praktikum und Wissenschaftlicher Mitarbeiter am Institut für Neuropathologie des Universitätsklinikums Düsseldorf. Anschließend war Vogeley von 1993 bis 1996 an der Freien Universität Berlin Wissenschaftlicher Mitarbeiter an der Klinik für Neurologie der Charité. Von 1997 bis 2001 war er danach Wissenschaftlicher Mitarbeiter der Klinik und Poliklinik für Psychiatrie und Psychotherapie des Universitätsklinikums Bonn. 2000 erhielt Vogeley die Facharztanerkennung für Neurologie sowie 2001 die für Psychiatrie und Psychotherapie. Im Januar 2003 erhielt er die Venia Legendi für Psychiatrie und Psychotherapie. Von 2001 bis 2003 war er zudem Gastwissenschaftler am Institut für Neurowissenschaften und Medizin des Forschungszentrums Jülich. Von 2002 bis 2004 war Vogeley ferner Leiter der AG „Funktionelle Bildgebung“ an der Klinik und Poliklinik für Psychiatrie und Psychotherapie des Universitätsklinikums Bonn. Von 2003 bis 2004 war er zudem ebenda als Oberarzt tätig. Seit Oktober 2004 lehrt und forscht er als Universitätsprofessor für „Psychiatrische Früherkennung und Prävention“ an der Klinik und Poliklinik für Psychiatrie und Psychotherapie des Universitätsklinikums Köln.
Vogeleys wissenschaftlichen Arbeitsschwerpunkte sind soziale Neurowissenschaft (Theory of Mind, Perspektivwechsel, nonverbale Kommunikation), neurobiologische Grundlagen von Autismus und Schizophrenie, Philosophie der Neurowissenschaften und der Psychiatrie.
Vogeley war von 2014 bis 2016 Vorsitzender der Gesellschaft für Kognitionswissenschaft.

## Publikationen
- K. Vogeley: Repräsentation und Identität. Zur Konvergenz von Hirnforschung und Gehirn–Geist–Philosophie. Duncker & Humblot, Berlin 1995 (zugl. Diss. Uni Düsseldorf 1993), ISBN 978-3-428-08294-0.
- M. Heinze, C. Kupke, S. Pflanz, K. Vogeley (Hrsg.): Psyche im Streit der Theorien. Königshausen & Neumann, Würzburg 1996, ISBN 978-3-8260-1281-5.
- A. Newen, K. Vogeley (Hrsg.): Selbst und Gehirn. Menschliches Selbstbewußtsein und seine neurobiologischen Grundlagen. 2. Aufl. Mentis, Paderborn 2000, ISBN 978-3-89785-053-8.
- C. Kupke, M. Heinze, S. Pflanz, T. Kobayashi, C. Kurth, K. Vogeley (Hrsg.): Zeit und Zeitlichkeit. Königshausen & Neumann, Würzburg 2001, ISBN 978-3-8260-1892-3.
- T. Fuchs, K. Vogeley, M. Heinze (Hrsg.): Gehirn und Subjektivität, Parodos/Pabst Science Publ., Berlin/Lengerich 2007, ISBN 978-3-89967-433-0.
- K. Vogeley, T. Fuchs, M. Heinze (Hrsg.): Psyche zwischen Kultur und Natur. Parodos/Pabst Science Publ., Berlin/Lengerich 2008, ISBN 978-3-938880-19-7.
- S. Han, G. Northoff, K. Vogeley, B. E. Wexler, S. Kitayama, M. E. W. Varnum: A Cultural Neuroscience Approach to the Biosocial Nature of the Human Brain. Annual Review of Psychology 2013 64:1, 335–359.
- K. Vogeley: Anders sein. Asperger-Syndrom und Hochfunktionaler Autismus im Erwachsenenalter. 2. Aufl. Beltz, Weinheim/Basel 2016, ISBN 978-3-621-28306-9.
- A. Gawronski, K. Pfeiffer, K. Vogeley: Hochfunktionaler Autismus im Erwachsenenalter. Verhaltenstherapeutisches Gruppenmanual. Beltz, Weinheim/Basel 2012, ISBN 978-3-621-27934-5.
- J. Proft, T. Schoofs, K. Krämer, K. Vogeley: Autismus im Beruf. Coaching-Manual. Beltz, Weinheim/Basel 2017, ISBN 978-3-621-28450-9.
- D. H. V. Vogel, M. Jording, C. Esser, A. Conrad, P. H. Weiss, K. Vogeley: Temporal binding of social events less pronounced in individuals with Autism Spectrum Disorder. Sci Rep 12, 14853 (2022). https://doi.org/10.1038/s41598-022-19309-y.